# Coupe d'Europe des lancers 2024
Navigation
Édition précédente Édition suivante
La 23e édition de la Coupe d'Europe des lancers (anglais : European Throwing Cup) se déroule à Leiria, au Portugal, les 9 et 10 mars 2024.

## Podiums

### Seniors

#### Hommes
| Épreuve           | Or                            | Argent                         | Bronze                               |
| ----------------- | ----------------------------- | ------------------------------ | ------------------------------------ |
| Lancer du poids   | Zane Weir (ITA) 21,55 m       | Scott Lincoln (GBR) 20,98 m    | Mesud Pezer (BIH) 20,58 m            |
| Lancer du disque  | Alin Firfirică (ROU) 66,07 m  | Simon Pettersson (SWE) 63,08 m | Daniel Jasinski (GER) 61,84 m        |
| Lancer du marteau | Mykhaylo Kokhan (UKR) 78,13 m | Bence Halász (HUN) 76,22 m     | Chrístos Frantzeskákis (GRE) 74,96 m |
| Lancer du javelot | Artur Felfner (UKR) 81,89 m   | Alexandru Novac (ROU) 80,73 m  | Ioánnis Kiriazís (GRE) 80,52 m       |

#### Femmes
| Épreuve           | Or                                  | Argent                             | Bronze                                |
| ----------------- | ----------------------------------- | ---------------------------------- | ------------------------------------- |
| Lancer du poids   | Jessica Schilder (NED) 18,22 m      | Julia Ritter (GER) 18,16 m         | Eliana Bandeira (POR) 17,60 m         |
| Lancer du disque  | Irina Rodrigues (POR) 66,60 m       | Shanice Craft (GER) 63,70 m        | Mélina Robert-Michon (FRA) 62,46 m    |
| Lancer du marteau | Katrine Koch Jacobsen (DEN) 71,95 m | Bianca Perie-Ghelber (ROU) 71,66 m | Sara Fantini (ITA) 70,58 m            |
| Lancer du javelot | Adriana Vilagoš (SRB) 61,17 m       | Eda Tuğsuz (TUR) 60,50 m           | Marcelina Witek-Konofał (POL) 60,08 m |

### Espoirs

#### Hommes
| Épreuve           | Or                              | Argent                               | Bronze                             |
| ----------------- | ------------------------------- | ------------------------------------ | ---------------------------------- |
| Lancer du poids   | Muhamet Ramadani (KOS) 18,54 m  | Lukas Schober (GER) 18,21 m          | Ali Peker (TUR) 17,93 m            |
| Lancer du disque  | Steven Richter (GER) 61,00 m    | Mykhailo Brudin (UKR) 59,95 m        | Ruben Rolvink (NED) 57,96 m        |
| Lancer du marteau | Dawid Piat (POL) 71,52 m        | Iosif Kesidis (CYP) 70,63 m          | Orestis Ntousakis (GRE) 68,78 m    |
| Lancer du javelot | Giovanni Frattini (ITA) 76,21 m | Muhammed Hanifi Zengin (TUR) 76,15 m | Vlad Alexandru Turcu (ROU) 74,51 m |

#### Femmes
| Épreuve           | Or                            | Argent                                  | Bronze                                |
| ----------------- | ----------------------------- | --------------------------------------- | ------------------------------------- |
| Lancer du poids   | Zuzanna Maślana (POL) 17,08 m | Milaine Ammon (GER) 16,07 m             | Anastasia Ntragkomirova (GRE) 15,46 m |
| Lancer du disque  | Özlem Becerek (TUR) 55,07 m   | Marie Josée Bovele Linaka (FRA) 53,91 m | Emily Conte (ITA) 53,72 m             |
| Lancer du marteau | Thea Löfman (TUR) 68,08 m     | Nicola Tuthill (IRL) 67,39 m            | Aada Koppeli (FIN) 64,88 m            |
| Lancer du javelot | Giada Maraval (FRA) 55,07 m   | Emilia Karell (FIN) 54,54 m             | Margherita Randazzo (ITA) 53,67 m     |